# イントゥ・ザ・グルーヴ
「イントゥ・ザ・グルーヴ」(Into the Groove)は、マドンナの楽曲、映画『マドンナのスーザンを探して』の主題歌として書き下ろされ、イギリスなどでシングルとしてリリースされた。

## 概要
北米では「エンジェル」のB面として発売された為、Billboard Hot 100にはチャートインしなかったが、ダンス・チャートでは「エンジェル」とともに1位を記録した。また本曲はマドンナにとってイギリスにおいての初のナンバーワン・シングルともなった。
『ライク・ア・ヴァージン』の1985年再発盤（北米を除く）に初収録されたが、以降の再発盤ではオリジナル盤に準拠した為に省かれている。
「ローリング・ストーンの選ぶオールタイム・グレイテスト・ソング500」（2021年版）において161位にランクされている。
2003年には『アメリカン・ライフ』収録曲である「ハリウッド」とミックスした「Into the Hollywood Groove」がマドンナ本人とミッシー・エリオット出演のGAPのCMソングとして使用され、ミッシーもリミックスに参加している。このバージョンは同年の『イントゥ・ザ・ハリウッド・グルーヴ〜リミックスド・アンド・リヴィジテッド』に収録されている。

## 収録曲とフォーマット
| - UK 7" シングル / UK 7" リミテッド・エディション ピクチャー・ディスク 1. "Into the Groove" (Single Version) – 4:43 2. "Shoo-Bee-Doo" (LP Version) – 5:16 - 日本 7" シングル 1. "Into the Groove" (Single Version) – 4:43 2. "Physical Attraction" (Single Edit) – 3:55 - ドイツ 3" CDシングル (1989) 1. "Into the Groove" (Single Version) – 4:43 2. "Who's That Girl" (Extended Version) – 6:29 3. "Causing a Commotion" (Silver Screen Mix) – 6:39 | - 『ユー・キャン・ダンス』 プロモ 12" シングル (1987) 1. "Into the Groove" (Extended Remix) – 8:31 2. "Into the Groove" (Remix Dub) – 6:22 3. "Everybody" (Extended Remix) – 7:06 - UK 12" シングル 1. "Into the Groove" (Single Version) – 4:43 2. "Everybody" (LP Version) – 4:52 3. "Shoo-Bee-Doo" (LP Version) – 5:16 |

## チャート
| チャート (1985–1986年)                                  | 最高位 |
| ------------------------------------------------------- | ------ |
| オーストラリア (Kent Music Report) 「エンジェル」と合算 | 1      |
| オーストリア (Music & Media)                            | 1      |
| オーストリア (Ö3 Austria Top 40)                        | 6      |
| ベルギー (Ultratop 50 Flanders)                         | 1      |
| ヨーロッパ (Eurotipsheet)                               | 1      |
| ヨーロッパ エアプレイ Top50 (Eurotipsheet)              | 1      |
| フィンランド (Suomen virallinen lista)                  | 1      |
| フランス (SNEP)                                         | 2      |
| ドイツ (GfK Entertainment charts)                       | 3      |
| ギリシャ (IFPI Greece)                                  | 2      |
| アイスランド (RÚV)                                      | 1      |
| アイルランド (IRMA)                                     | 1      |
| イタリア (Musica e dischi)                              | 1      |
| 日本 (オリコン)                                         | 37     |
| オランダ (Dutch Top 40)                                 | 1      |
| オランダ (Single Top 100)                               | 1      |
| ニュージーランド (Recorded Music NZ)                    | 1      |
| ノルウェー (VG-lista)                                   | 4      |
| スペイン (PROMUSICAE)                                   | 1      |
| スウェーデン (Sverigetopplistan)                        | 3      |
| スイス (Schweizer Hitparade)                            | 2      |
| UK シングルス (OCC)                                     | 1      |
| US Dance Club Songs (Billboard) 「エンジェル」と合算    | 1      |
| US Hot R&B/Hip-Hop Songs (Billboard)                    | 19     |

| チャート (1985年)                                       | 順位 |
| ------------------------------------------------------- | ---- |
| オーストラリア (Kent Music Report) 「エンジェル」と合算 | 2    |
| ベルギー (Ultratop 50 Flanders)                         | 6    |
| ヨーロッパ (Eurotipsheet)                               | 7    |
| フランス (SNEP)                                         | 26   |
| ドイツ (Official German Charts)                         | 21   |
| オランダ (Dutch Top 40)                                 | 4    |
| オランダ (Single Top 100)                               | 8    |
| ニュージーランド (Recorded Music NZ)                    | 4    |
| スペイン (PROMUSICAE)                                   | 10   |
| スイス (Schweizer Hitparade)                            | 9    |
| イギリス (Official Charts Company)                      | 3    |
| 全米 ホット・ダンス・クラブ・ソングス (Billboard)       | 12   |

| チャート (2017年)                 | 順位 |
| --------------------------------- | ---- |
| イギリス レコード・チャート (OCC) | 22   |

| チャート (1980–1989年)             | 順位 |
| ---------------------------------- | ---- |
| オーストラリア (Kent Music Report) | 31   |
| オランダ (Dutch Top 40)            | 15   |
| イギリス (Gallup/Music Week)       | 31   |